# Hilde Lauer
Hilde Lauer (Tătaru după căsătorie; n. 24 martie 1943, Orțișoara, Timiș, România) a fost o caiacistă română, laureată cu argint și cu bronz la Jocurile Olimpice de vară din 1964 (Tokio).
Sportiva a cucerit medalia de argint la proba de kaiac simplu 500 de metri. În aceeași zi a obținut medalia de bronz la kaiac dublu 500 de metri, împreună cu Cornelia Sideri.
În anul 1970 ea s-a stabilit în Germania.